# Teesport
Teesport, auch Tees Dock, ist ein Hafen an der Mündung des Flusses Tees in North Yorkshire. Es ist der fünftgrößte Hafen, gemessen am Ladungsumschlag und der größte Freihafen des Vereinigten Königreiches.

## Einzelheiten

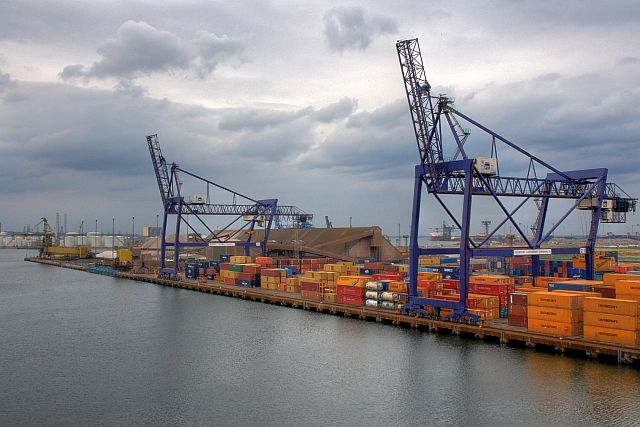
Das Container-Terminal im Tees Dock, im Hintergrund das Kali-Terminal

Der Hafen Teesport liegt am Südufer des Tees, rund fünf Seemeilen von der Mündung. Der von PD Ports betriebene Hafen verfügt unter anderem über zwei Terminals  für Container, zwei RoRo-Terminals, mehrere Schüttgut-Umschlaganlagen, ein Terminal für Stahl und Stückgut, eine Pier für Schwergut, ein Mineralöl-Terminal sowie weitere Umschlaganlagen. Der Hafen bietet Platz für Schiffe bis zu einer Größe von 305 Metern Länge und 48 Metern Breite. Das Fahrwasser ist 15,40 Meter tief.

## Geschichte
Im Bereich des heutigen Hafengebiets wurde im Ersten Weltkrieg eine als Teesport bezeichnete U-Bootbasis, die 1920 wieder aufgelöst wurde. Die landseitigen Gebäude wurden teilweise bis in die 1950er genutzt. Anfang der 1960er Jahre wurde der als Tees Dock bezeichnete Hafeneinschnitt als letztes großes Projekt unter der Leitung der Tees Conservancy Commission fertiggestellt, bevor sie in der Tees and Hartlepool Port Authority aufging. Tees Dock nahm 1962 den Betrieb auf und wurde im Oktober 1963 offiziell eingeweiht. 1966 nahm das erste Containerterminal für Bell Lines den Betrieb auf und 1974 startete der Betrieb des Kali-Terminal. In den 1970er Jahren begann der Import japanischer PKW über Teesport, der RoRo-Verkehr, insbesondere durch die OT Africa Line, wuchs stark und es wurde eine neue Pier für den Linienverkehr nach Afrika gebaut. 1992 wurde der Hafen privatisiert und zunächst von 3M, Powell Duffryn und Humberside Holdings übernommen, ab 1995 aber allein von Powell Duffryn geführt. 1999 wurde die zweite direkt am Fluss gelegene RoRo-Anlage gebaut. Ende der 1990er Jahre wurde Powell Duffryn restrukturiert und zunächst von der Investmentgesellschaft Prestige Acquisitions Limited übernommen. 2000 erwarb Nikko Principal Investments Japan Limited das Unternehmen und nach der Umfirmierung in PD Ports im Jahr 2003 wurde es im Jahr 2005 an Babcock & Brown weiterveräußert, bevor das Hafengeschäft 2009 schließlich an Brookfield Asset Management weiterverkauft wurde. 2005 und 2009 wurden neue Importlagerhäuser für die Handelskonzerne Asda und Tesco eröffnet.